# N・P
N・P는 요시모토 바나나의 소설이다.

## 개요
자살한 작가 다카세 시라오의 소설 'N・P'를 둘러싼, 격렬한 사랑 이야기이다. 요시모토 바나나가 여태까지 쓴 소설의 테마 레즈비언, 오컬트, 종교, 텔레파시, 심퍼시, 근친상간 등의 테마를 모두 집어넣은 작품이다.

## 등장인물
- 나(간자미) : 주인공으로 이 책에서 화자에 해당된다. 대학의 영문학연구실에서 일하고 있다.
- 스이: 작가 다카세 시라오의 딸이지만, 아버지와 딸 사이라는것을 알면서도 관계를 가진 과거가 있다. 소설 'N・P'에 관련되는 것을 모으고 있다. 카자미와 만나 기묘한 우정을 쌓게 된다.
- 다카세 사키:작가, 다카세 시라오의 딸. 스이와는 엄마가 다른 자매이지만, 별로 교류는 하지 않는다. 근무하는 대학에서 'N・P'의 연구를 하고 있다. 쾌활한 성격으로 카자미와 친해진다.
- 다카세 오토히코: 작가 다카세 시라오의 아들로, 사키의 쌍둥이 남동생이다. 스이와는 엄마가 다르지만 그것에 상관하지 않고 둘이, 연인사이가 된다. 사키와 두사람이서 살고있다.
- 쇼지: 번역가. 연인이었던 시기에, 'N・P'를 소개받아 번역을 시작한다. 덧붙여 고등학생의 카자미와는 연인사이였다. 파티에서 다카세 남매를 카자미에게 소개시켜준다. 'N・P'를 번역하던 도중에 자살한다.
- 엄마 : 엄마. 번역가. 변변치 않은 남편과 이혼하고, 여자 혼자서 두 명의 딸을 키워왔다.

## 참고 문헌
- 요시모토 바나나 'N・P' : ISBN 89-89675-23-5